# کولونا
کولونا (به ایتالیایی: Colonna) یک خاندان سلطنتی در ایتالیا است.